# Eutschütz
Eutschütz ist ein Dorf in der Gemeinde Bannewitz im Landkreis Sächsische Schweiz-Osterzgebirge, Sachsen.

## Lage
Das zum Ortsteil Bannewitz zählende Eutschütz liegt in einer eigenen Gemarkung östlich des Hauptortes am Nöthnitzbach, der hier den Eutschützer Grund durchfließt. Wenige 100 Meter westlich des Dorfkerns, durch den die Eutschützer Straße verläuft, liegt der Ortskern von Bannewitz. Die Rosentitzer Straße verbindet Eutschütz mit Nöthnitz und Rosentitz sowie mit Welschhufe, die Nöthnitzer Straße führt in Richtung Rippien.

## Geschichte

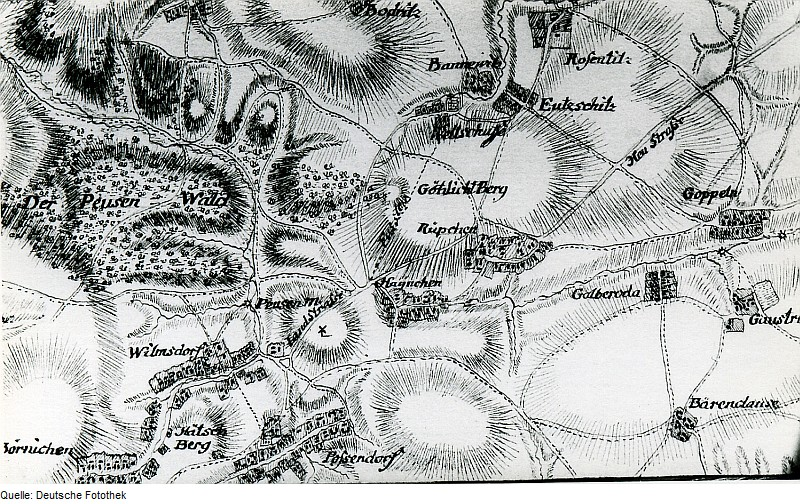
„Eutzschitz“ auf einer Karte aus dem 18. Jahrhundert

Erstmals urkundlich erwähnt wurde das Dorf im Jahre 1288 als „Eutschicz“. Der Ortsname ist altsorbischen Ursprungs und bedeutet „Ort, wo Schafe gehalten werden“. Unklar ist, ob das 1071 erwähnte „Oicice“ dem Dorf Eutschütz zuzuordnen ist – möglich ist auch Ockerwitz. Für das 15. und 16. Jahrhundert sind die Formen „Öczschitz“, „Oschizs“ und „Ötzsch“ verbürgt. Unter seinem heutigen Namen taucht das Dorf zwar schon 1768 auf, wird aber 1835 als „Eittzsch“ bezeichnet. Im 16. Jahrhundert unterstand das Dorf dem Rittergut Borthen, danach wurde es Amtsdorf. Die Eingemeindung ins benachbarte Bannewitz erfolgte 1915. In dem Breitgassendorf mit seiner 113 Hektar (Stand: 1900) großen Gewannflur blieben mehrere Dreiseithöfe erhalten. Die Eutschützer Wassermühle ist heute ein Gasthaus.

## Einwohnerentwicklung
| Jahr | Einwohner                   |
| ---- | --------------------------- |
| 1547 | 8 besessene Mann            |
| 1555 | 11 Inwohner                 |
| 1764 | 9 besessene Mann, 5 Häusler |
| 1834 | 114                         |
| 1871 | 171                         |
| 1890 | 293                         |
| 1910 | 281                         |
| 1925 | siehe Bannewitz             |